# Lisa Randall
Lisa Randall (18 de juny de 1962, Queens, Nova York) és una física teòrica americana experta en física de partícules i cosmologia. Ocupa la càtedra Frank B. Baird, Jr. a la facultat de física de la Universitat Harvard. La seva recerca està focalitzada en l'estudi de les partícules i forces fonamentals i ha desenvolupat una llarga llista de models teòrics. Ha estudiat el Model Estàndard, supersimetria, possibles solucions al problema de jerarquia (per explicar la feblesa relativa de la gravetat comparada amb la resta de forces), cosmologia amb dimensions extres, teories de gran unificació, bariogènesi, inflació còsmica i matèria fosca. La seva contribució més coneguda, amb Raman Sundrum, és el model de Randall-Sundrum de dimensions espacials extres, publicat el 1999.

## Biografia
Randall es va graduar a l'Institut Stuyvesant el 1980, on fou companya de classe del conegut físic divulgador científic Brian Greene. Amb 18 anys, va guanyar el premi Westinghouse de Recerca de Talent Científic (1980). A Harvard, Randall va obtenir la llicenciatura (Bachelor of Arts) el 1983, i el doctorat el 1987 en física de partícules sota la direcció de Howard Georgi. Randall va obtenir places de professora a l'MIT i a la Universitat de Princeton abans de retornar a Harvard el 2001. Randall fou la primera dona catedràtica al departament de física de Princeton i la primera catedràtica en física teòrica a Harvard.
Randall és membre de l'Acadèmia Americana de les Arts i les Ciències (2004) i de l'Acadèmia Nacional de Ciències dels EUA (2008) i Fellow de la Societat Americana de Física. A finals del 2004, fou la persona més citada dels darrers cinc anys en física teòrica. Randall va aparèixer com a "Icona de la Ciència 2005" a la revista Seed i a "Who's next" del Newsweek entre els "físics teòrics més prometedors de la seva generació". El 2007, Randall va ser nomenada com una de les "100 Persones Més Influents" de la revista Time dins la secció de "Científics i Pensadors" pel seu treball sobre noves dimensions espacials.
Randall ha publicat diversos llibres coneguts (vegeu la llista a sota). "Warped Passages" i "Knocking on Heaven's Door" han estat tots dos a la llista de "100 llibres notables" del New York Times. També ha escrit un libretto d'òpera ("Hypermusic Prologue: A Projective Opera in Seven Planes") per invitació del compositor, Hèctor Parra, inspirat pel seu llibre Warped Passages.
El 3 de maig del 2018, la Universitat Autònoma de Barcelona va anunciar que, en el marc dels 50 anys de la institució, li concedia el Doctorat honoris causa, juntament amb Caddy Adzuba, Marie-Paule Kieny, Jaume Plensa i Joaquim Maria Puyal.
El 25 de març del 2019 va ser investida Doctora honoris causa per la Universitat Autònoma de Barcelona en reconeixement dels seus èxits en el camp de la física de partícules i la cosmologia, una font valuosa d'inspiració per a professors i estudiants de tot el món i una expressió genuïna de l'audàcia del coneixement.

## Premis i honors
- Premi Andrew Gemant, 2012
- Premi Lilienfeld, 2007
- Premi de Literatura Científica E. A. Wood, 2007
- Premi Klopsted Memorial de l'Associació Americana de Mestres de Físiques (AAPT), 2006
- Premi Caterina Tomassoni e Felice Pietro Chisesi de la Universitat de Roma La Sapienza, 2003
- Premi d'Investigador/a Jove, National Science Foundation, 1992
- Felow de la Fundació de Recerca Alfred P. Sloan
- Premi d'Investigador/a Jove Excepcional, DOE
- Doctor Honoris Causa per la Universitat Autònoma de Barcelona, 2019

## Llibres
- Warped Passages: Unraveling the Mysteries of the Universe's Hidden Dimensions.  Ecco Press, 2005. ISBN 0-06-053108-8.ISBN 0-06-053108-8.
- Knocking on Heaven's Door: How Physics and Scientific Thinking Illuminate the Universe and the Modern World.  Ecco, 2011. ISBN 0-06-172372-X.ISBN 0-06-172372-X.
- Higgs Discovery: The Power of Empty Space.  Ecco, 2013. ISBN 978-0062300478.ISBN 978-0062300478.
- Dark Matter and the Dinosaurs: The Astounding Interconnectedness of the Universe.  Ecco, 2015. ISBN 978-0-06-232847-2.ISBN 978-0-06-232847-2.